# Roinvilliers
Roinvilliers is een gemeente in het Franse departement Essonne (regio Île-de-France) en telt 92 inwoners (2009). De plaats maakt deel uit van het arrondissement Étampes.

## Geografie
De oppervlakte van Roinvilliers bedraagt 7,5 km², de bevolkingsdichtheid is dus 12,3 inwoners per km².
De onderstaande kaart toont de ligging van Roinvilliers met de belangrijkste infrastructuur en aangrenzende gemeenten.

## Demografie
Onderstaande figuur toont het verloop van het inwonertal (bron: INSEE-tellingen).